# Fernsprechamt „Hansa“
Das ehemalige Fernsprechamt „Hansa“ in Bremen - Östliche Vorstadt, Ortsteil Hulsberg, Friedrich-Karl-Straße 55/Ecke Bismarckstraße, ist ein Verwaltungsgebäude. Es steht unter Denkmalschutz.  
Das Gebäude wurde 2006 als Bremer Kulturdenkmal unter Denkmalschutz gestellt.

## Geschichte
Von 1901 bis 1904 wurde das erste Bremer Fernsprechgebäude in der Neuenstraße erbaut. Die schnelle örtliche Entwicklung des Fernsprechverkehrs macht bald einen Neubau erforderlich.
Das viergeschossige, verputzte Gebäude mit einem mächtigen Walmdach und die zweigeschossigen Nebengebäude wurden von 1915 bis 1922 nach Plänen des Architekten Postbaurat Schäffer und Regierungsbaumeister B. Lühring (Bauleitung) für die Reichspostverwaltung als Fernsprech-Dienstgebäudes der Kaiserlichen Ober-Postdirektion gebaut. Kriegsbedingt konnte es erst 1922 fertiggestellt werden. 
Das Ensemble aus Haupt- und Nebengebäude des ehemaligen Fernsprechamtes „Hansa“ ist gemäß dem Landesdenkmalpflegeamt (LfD) „ein lokal wichtiges Dokument der frühen Geschichte des Fernsprechwesens in Bremen“. Im Hauptbau befand sich über 1 ½ Geschosse gehend die Vermittlungsstellen im 2. OG, ablesbar in der Fassadengestaltung. Beim beträchtlichen und repräsentativen baulichen Aufwand sind die  Bauplastiken als telefonierende Putten bemerkenswert.
Laut LfD zeigen die Bauten „eine gute gestalterische, zeitgenössische Gestaltung. Das Ensemble zählt zu den herausragenden Verwaltungsbauten dieser Zeit“.
Heute (2014) wird das Gebäude nach Umbauten durch das Klinikum Bremen-Mitte u. a. für das Sozialpädiatrisches Institut - Kinderzentrum Bremen (SPZ), für die Gerichtsmedizin Bremen, das Institut für Chinesische Medizin und das Zentrum für Moderne Diagnostik Bremen genutzt.